# W pustyni i w puszczy (serial telewizyjny 1974)
W pustyni i w puszczy – polski czteroodcinkowy miniserial w reżyserii Władysława Ślesickiego, wyprodukowany w roku 1974 z materiałów powstałych w trakcie kręcenia filmu o tym samym tytule z 1973 roku.
Od filmu kinowego różni się tym, że wykorzystano tu inne ujęcia tych samych scen, kilka scen dodano, bądź usunięto, dialogi lekko zmodyfikowano.

## Odcinki
Serial miał cztery odcinki:
- Porwanie, 50 min
- Chartum, 50 min
- Ucieczka, 49 min
- Smain, 50 min

## Obsada
- Tomasz Mędrzak – Staś Tarkowski
- Monika Rosca – Nel Rawlison
- Stanisław Jasiukiewicz – Władysław Tarkowski
- Edmund Fetting – George Rawlison
- Zygmunt Hobot – Kaliopuli
- Zygmunt Maciejewski – Linde
- Ahmed Marei – Chamis
- Ahmed Hegazi – Gebhr
- Stefania Mędrzak – Madame Olivier
- Ibrahim Shemi – Idrys
- Emos Bango – Kali
- Malija Mekki – Mea
- Abd El Menan Abu El Fatouh – Mahdi
- Abbas Fares – kupiec
- Fatma Helal – Fatma
- Mohamed Hamdi – Thadil
- Hosna Sulejman – Dinah
- Bogumił Simeonow – Beduin 1
- Gawrił Gawriłow – Beduin 2
- Jerzy Kamas – Władysław Tarkowski (głos)
- Jerzy Kamas, Stanisław Jasiukiewicz – Władysław Tarkowski (duble)